# Estació de Sanremo
L'Estació de Sanremo (en italià: Stazione di Sanremo) és la principal estació de ferrocarril de Sanremo a Itàlia. Va ser inaugurat el 2001 per reemplaçar l'antiga estació de la via original del ferrocarril.

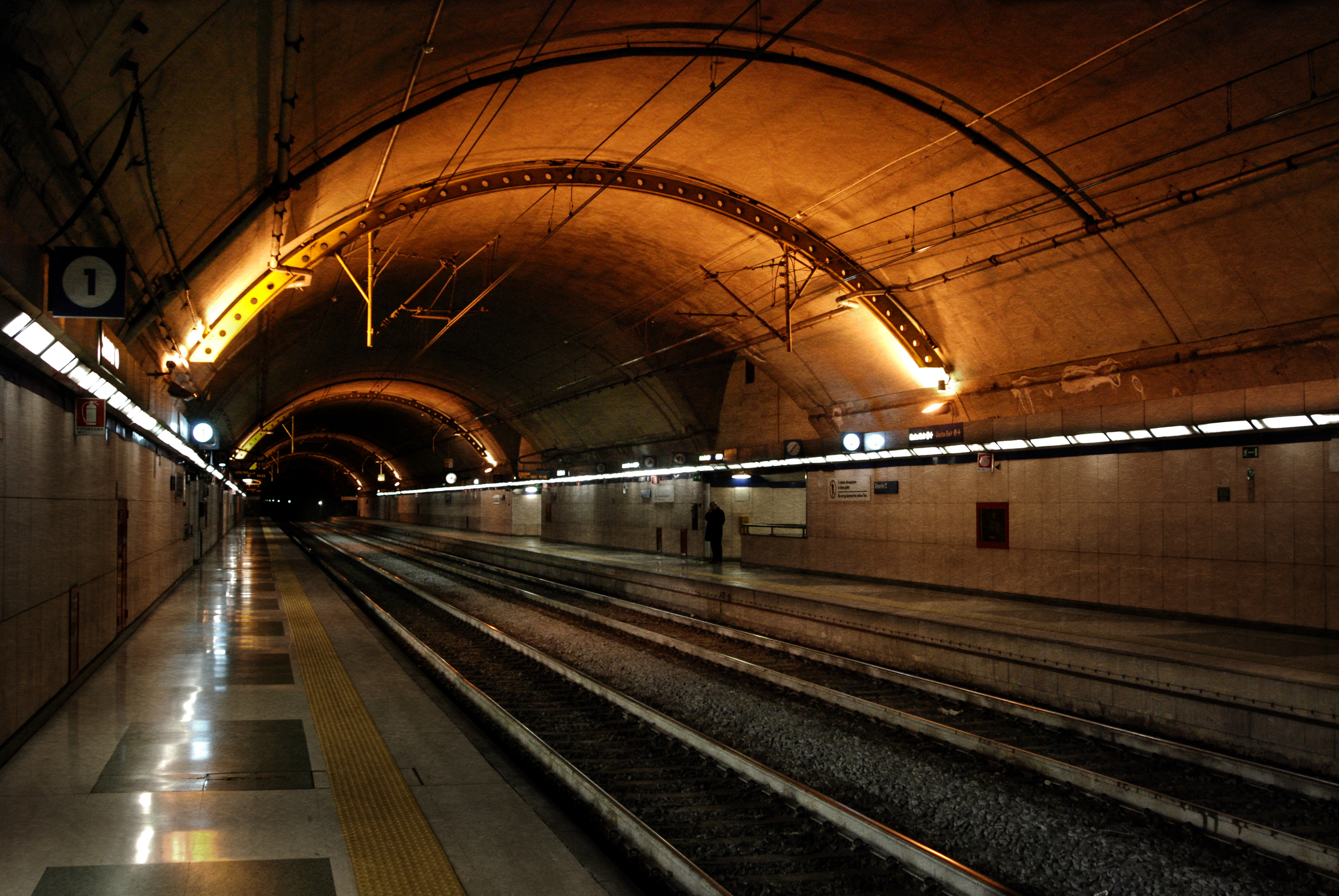
Les vies

L'estació va ser inaugurada el 27 de setembre de 2001, simultàniament amb la nova secció entre Bordighera i Imperia, en el túnel i doble vies del ferrocarril Gènova-Ventimiglia, en detriment de l'antic via única que va córrer per la costa, reconstruïda com a ruta del cicloturisme.